# 3x3 occhi
3×3 occhi (サザンアイズ?, Sazan Aizu, Sazan Eyes) è un manga seinen creato dal mangaka Yuzo Takada, e una delle sue serie di maggior successo. La storia è sviluppata attraverso 40 volumi, pubblicati in Giappone dal 1987 al 2002 su Young Magazine.

## Trama

La protagonista dell'anime

Pai è l'ultima discendente dei Sanzhiyan Hum Kara, l'antico popolo dei triclopi, detentore del segreto dell'eterna giovinezza ed immortalità. La ragazza è alla ricerca del modo per diventare un essere umano.
La storia si apre in Tibet, dove il morente professor Fuji promette a Pai che suo figlio Yakumo l'aiuterà a realizzare il suo compito. Quando però Pai arriva in Giappone e riesce fortuitamente a trovare il ragazzo, Yakumo viene ucciso dal demone Takuhi. Pai, per mantenere con sé Yakumo e non fargli raggiungere l'aldilà, assimila la sua anima e fa di lui il proprio Wu, il suo guardiano immortale.
Da quel momento in poi la vita dei due sarà legata a doppio filo: Pai è ricercata da tutti i demoni che vogliono conoscere il segreto dell'immortalità e se lei morisse morirebbe anche Yakumo. Entrambi si cimenteranno quindi nella ricerca di un modo per acquisire (o riacquisire nel caso di Yakumo) la forma umana, combattendo nel mentre i demoni che rischiano di far sprofondare la terra nel caos, estinguendo la razza umana. 

## Manga

### Italia
La versione italiana di 3x3 occhi è pubblicata dalla Star Comics.
In Italia fu pubblicata per la prima volta a puntate da luglio 1992 inizialmente sul mensile Kappa Magazine; con l'inizio della seconda serie ha subito un cambio di testata e di formato ed è approdata sul mensile Young Magazine (inizialmente in monografico, successivamente affiancata da Pendragon, Rayearth e Seraphic Feather, con un ulteriore cambio di formato). Con l'inizio della seconda saga (Trinetra), cioè in corrispondenza del volume 12 della pubblicazione originale giapponese in tankōbon (volumetti), le avventure di Pai e Yakumo sono state spostate su Storie di Kappa, con il nuovo titolo uguale a quello della saga, Trinetra appunto. La pubblicazione è proseguita con una periodicità discontinua indicativamente semestrale, ma si è interrotta nel dicembre 2004 al volume 14 per le successive scelte editoriali.
Infine, a partire da luglio 2004, precisamente 12 anni dopo la sua prima apparizione in Italia, viene pubblicata, sempre dalla Star Comics, in monografico su Greatest con periodicità mensile, ripartendo dall'inizio con l'intento di raccogliere tutta l'opera (tanto la prima saga 3x3 occhi propriamente detta di 11 volumi, che la seconda Trinetra di 29) in un'unica testata con lo stesso titolo e lo stesso formato (corrispondente a quello della pubblicazione originale giapponese in tankōbon). In seguito a tale scelta, la pubblicazione di Trinetra, come già detto, è stata interrotta.

### Altre nazioni
All'estero il manga è stato pubblicato da:
- Stati Uniti: Dark Horse Comics
- Francia: Pika Édition
- Germania: Carlsen Comics
- Spagna: Planeta DeAgostini Comics
- Corea del Sud: Seoul Munhwasa, Haksan Munhwasa (nuova edizione)

## OAV
Dal manga sono state tratte due serie di OAV:
- 1991 3x3 Occhi (3X3 EYES - サザン アイズ?) una serie di 4 OAV con la regia di Daisuke Nishio.
- 1995 3x3 Occhi - La leggenda del demone divino (3X3 EYES - 聖魔伝説?, 3x3 Eyes Seima Densetsu) una seconda serie di 3 OAV.

Entrambi gli OAV sono arrivati anche in Italia in VHS a marchio Manga Video, distribuite rispettivamente da Granata Press per la prima serie e da Polygram Video per la seconda.

### Episodi
| Nº                                                    | Titolo italiano Giapponese 「Kanji」 - Rōmaji | In onda           | In onda |
| Nº                                                    | Titolo italiano Giapponese 「Kanji」 - Rōmaji | Giapponese        |         |
| 3x3 Occhi (4 episodi)                                 |                                               |                   |         |
| 1                                                     | Trasmigrazione 「転生の章」 - Tensei no shō   | 25 luglio 1991    |         |
| 2                                                     | Yakumo 「八雲の章」 - Yakumo no shō           | 26 settembre 1991 |         |
| 3                                                     | Sacrificio 「採生の章」 - To-sei no shō       | 23 gennaio 1992   |         |
| 4                                                     | Smarrimento 「迷走の章」 - Meisō no shō       | 19 marzo 1992     |         |
| 3x3 Occhi - La leggenda del demone divino (3 episodi) |                                               |                   |         |
| 1                                                     | La discendente 「末裔の章」 - Matsuei no shō  | 25 luglio 1995    |         |
| 2                                                     | La chiave 「鍵の章」 - Kagi no shō            | 18 dicembre 1995  |         |
| 3                                                     | Il ritorno 「帰還の章」 - Kikan no shō        | 25 giugno 1996    |         |